# Sympetrum pallipes
Sympetrum pallipes – gatunek ważki z rodziny ważkowatych (Libellulidae). Występuje na terenie Ameryki Północnej.